# De la viande pour tous et tous pour de la viande
Pour plus de détails, voir Fiche technique et Distribution.
De la viande pour tous et tous pour de la viande (Behind the Meat-Ball) est un court métrage d'animation de la série américaine Looney Tunes réalisé par Frank Tashlin, produit par les Warner Bros. Cartoons et sorti en 1945.